# Linh vật Cúp bóng đá Nam Mỹ
Mỗi kỳ Copa América, kể từ năm 1987, đều lấy hình ảnh một vật riêng làm đại diện cho mình, gọi là linh vật (tiếng Anh: mascot).Gardelito, linh vật của giải đấu 1987 tại Argentina, là linh vật đầu tiên của Copa América. Mỗi linh vật là một biểu tượng vui, thể hiện rõ nét văn hoá (trang phục, cây cỏ, động vật...) của quốc gia đăng cai và tính chất bóng đá thời kỳ đó.
| Giải đấu       | Linh vật  | Mô tả |
| -------------- | --------- | --- |
| Argentina 1987 | Gardelito | Một chú búp bê nhỏ nam tính, đẹp trai, mô tả nam cả sĩ tango nổi tiếng Carlos Gardel.                                                                                       |
| Brasil 1989    | Tico      | |
| Chile 1991     | Guaso     | Một bản vẽ về một Huaso (cao bồi Chile) với những màu sắc lấy từ lá cờ Chile                                                                                                |
| Ecuador 1993   | Choclito  | Một bắp ngô với những màu sắc của lá cờ Ecuador |
| Uruguay 1995   | Torito    | |
| Bolivia 1997   | Tatu      | |
| Paraguay 1999  | Tagua     | Một loại Heo rừng, biểu tượng của vùng Gran Chaco với khí hậu khô cằn và khắc nghiệt.                                                                                       |
| Colombia 2001  | Ameriko   | |
| Peru 2004      | Chasqui   | |
| Venezuela 2007 | Guaky     | Một chú Vẹt hồng mặc áo đấu màu đỏ tía truyền thống của đội tuyển bóng đá Venezuela và đi giày. dưới đôi cánh của chú là 8 ngôi sao và 3 màu đặc trưng của lá cờ Venezuela. |
| Argentina 2011 | Tangolero | Một chú Đà điểu Nam Mỹ lớn (ñandú) với tên gọi được ghép lại từ các từ tango và gol (tiếng Tây Ban Nha: bàn thắng).                                                         |